# AS Aulnoye-Aymeries
Actualités
AS Aulnoye-Aymeries est un club de basket-ball de la commune d'Aulnoye-Aymeries (Nord). Le club dispute pour la première fois en 2014-2015 le Championnat de France de basket-ball de Ligue féminine 2.

## Historique
Le club obtient la qualification pour la Ligue 2 en battant Villeurbanne le 31 mai 2014.
Le club est relégué en Nationale 1 en mai 2017, mais gagne sa remontée en Ligue 2 dès l'année suivante.

## Palmarès
| Compétitions nationales | Compétitions internationales |
| --- | ---------------------------- |
| Compétitions actuelles - LF2 - 3e / finaliste : 2016, 2024 - Nationale 1 - Vice-champion : 2015 et 2018 - Nationale 2 (1) - Champion : 2011 | Compétitions actuelles       |

## Bilan saison par saison
| Saison    | Div. | Div. | Saison régulière | Saison régulière | Barrage / Playoffs | Coupe de France | Entraîneur     |
| 2010-2011 | IV   | N2   | 1er (poule D)    | ? - ?            | 1er                | ?               | ?              |
| 2011-2012 | III  | N1   | ? (Poule B)      | ? - ?            | ?                  | ?               | ?              |
| 2012-2013 | III  | N1   | ? (Poule B)      | ? - ?            | ?                  | 1/8e de finale  | Abdel Bellouni |
| 2013-2014 | III  | N1   | 1er (Poule B)    | ? - ?            | 2e                 | ?               | ?              |
| 2014-2015 | II   | LF2  | 10e              | 11 - 15          | -                  | 1/32e de finale | ?              |
| 2015-2016 | II   | LF2  | 3e               | 16 - 6           | 3e                 | 1/16e de finale | ?              |
| 2016-2017 | II   | LF2  | 10e              | 10 - 16          | -                  | 1/8e de finale  | ?              |
| 2017-2018 | III  | N1   | 1er (Poule B)    | 19 - 3           | 2e                 | 1/16e de finale | ?              |
| 2018-2019 | II   | LF2  | 6e               | 12 - 10          | -                  | 1/16e de finale | ?              |
| 2019-2020 | II   | LF2  | 1er              | 14 - 3           | -                  | 1/16e de finale | ?              |
| 2020-2021 | II   | LF2  | 4e               | 15 - 7           | -                  | 1/16e de finale | ?              |
| 2021-2022 | II   | LF2  | 5e               | 13 - 9           | 1/2 finale         | 1/16e de finale | ?              |
| 2022-2023 | II   | LF2  | 8e               | 11 - 11          | 1/4 de finale      | 1/32e de finale | ?              |
| 2023-2024 | II   | LF2  | 1er              | 19 - 3           | 1/2 finale         | 1/32e de finale | ?              |

Légende : * : repêché, I à V : échelon de la compétition.

## Saison 2016-2017
Entraîneur : Dimitri Pontif
| Numéro | Nom                 | Née le           | Taille | Nationalité                             | Poste |
|        | Brenda Agblemagnon  | 4 septembre 1995 | 1,92m  | France                                  | 5     |
|        | Fatou Dieng         | 18 août 1983     | 1,67m  | France Sénégal                          | 1-2   |
|        | Caroline Plust      |                  |        | France                                  |       |
|        | Élise Fagnez        | 4 mars 1995      | 1,98m  | France                                  | 4-5   |
|        | Najat Ouardad       | 23 juin 1990     | 1,52m  | France                                  | 1     |
|        | Cora Duval          | 12 juillet 1990  | 1,85m  | France                                  | 4     |
|        | Viviane Adjutor     |                  |        | France                                  |       |
|        | Maud Medenou        | 5 octobre 1990   | 1,88m  | France                                  | 4     |
|        | Lucie Laroche       | 1984             | 1,80m  | France                                  | 2-3   |
|        | Clémentine Morateur | 18 novembre 1995 | 1,75m  | France                                  | 1-2   |
|        | Lorraine Lokoka     | 29 octobre 1989  | 1,84m  | France République démocratique du Congo | 3-4   |

Avec une troisième place en saison régulière et une troisième place au Final Four, le club fait une saison remarquée. Abdel Bellouni quitte le club nordiste après quatre saisons à sa tête.

## Saison 2015-2016
Entraîneur : Abdel Bellouni
| Numéro | Nom                     | Née le          | Taille | Nationalité                             | Poste |
| 6      | Cindy Nowacki           |                 |        | France                                  |       |
| 7      | Florine Courby          |                 |        | France                                  |       |
| 8      | Caroline Misset         |                 |        | France                                  |       |
| 9      | Élise Fagnez            | 4 mars 1995     | 1,98m  | France                                  | 4-5   |
| 10     | Marie-Frédérique Ayissi | 11 janvier 1982 | 1,84m  | France                                  | 3-4   |
| 11     | Cora Duval              | 12 juillet 1990 | 1,85m  | France                                  | 4     |
| 12     | Caroline Plust          |                 |        | France                                  |       |
| 13     | Anaïs Déas              | 30 octobre 1987 | 1,65m  | France                                  | 1     |
| 14     | Lucie Laroche           | 1984            | 1,80m  | France                                  | 2-3   |
| 15     | Lorraine Lokoka         | 29 octobre 1989 | 1,84m  | France République démocratique du Congo | 3-4   |

Avec une troisième place en saison régulière et une troisième place au Final Four, le club fait une saison remarquée. Abdel Bellouni quitte le club nordiste après quatre saisons à sa tête.

## Saison 2014-2015
Entraîneur : Abdel Bellouni
Assistants : Quentin Buffard
| Numéro | Nom             | Née le          | Taille | Nationalité | Poste |
| 4      | Flavie Herdhuin | 1998            | 1,78m  | France      | 2-3   |
| 5      | Aminata Konaté  | 27 octobre 1990 | 1,68m  | France      | 1-2   |
| 6      | Cindy Nowacki   |                 | 1,65m  | France      |       |
| 7      | Florine Courby  |                 |        | France      |       |
| 8      | Carole Leclair  |                 |        | France      |       |
| 9      | Cora Duval      |                 |        | France      | 4     |
| 10     | Maguy Nowacki   |                 |        | France      |       |
| 11     | Céline Girard   |                 |        | France      |       |
| 12     | Caroline Plust  |                 |        | France      |       |
| 13     | Krissy Badé     | 31 juillet 1980 | 1,82m  | France      | 3     |
| 14     | Adèle Rivage    | 1998            | 1,67m  | France      | 1     |
| 15     | Amy Patton      | 1991            | 1,79m  | USA         | 2-3   |

Le club remporte sa première victoire en Ligue 2 en octobre face à Reims.